# Чаура против Паркера
Чаура против Паркера је 4. епизода стрипа Кен Паркер. Епизода је у бившој Југославији премијерно објављена у Лунов магнус стрипу бр. 422, која је изашла у августу 1980. године. Имала је 91 страну. Свеску је издао новосадски Дневник. Насловну страну нацртао је Бане Керац. Коштала је 12 динара (0,7 ДЕМ; 0,43 $).

## Оригинална епизода
Оригинал је премијерно изашао у Италији под насловом Omicidio a Washington (Убиство у Вашингтону). Објављен је у септембру 1977. године. Епизоду је нацртао Иво Милацо, а сценарио је написао Ђанкарло Берарди. Свеска је коштала 400 лира (0,45 $; 1,05 DEM).

## Кратак садржај
Прича почиње 2. октобра 1870. године када Кен Паркер стиже у Вашингтон у потрази за новопостављеним повереником за индијанска питања, Елијем Донехогавом, који је и сам индијанац. Кен тражи да Ели реши проблем индијанских племена са севера Америке која су принуђена да се повлаче са све већим продором белих људи на индијанску територију због руде, сребра и злата које се тамо налази.
Ели отвара ово питање у америчком Конгресу, али доживљава пораз када конгресмен Кокс објашњава како индијанци и не заслужују другачију судбину, већ да се повуку пред ”носиоцима цивилизације”. Ели се буни протов оваквог говора, али доживаљава општу осуду конгресмена. Седници присуствује и Кен који је демонстративно напушта када схвата да конгресмени не желе ништа да ураде за индијанце.
Заплашени оваквим наступом Елија и Кена у Конгресу, бели политичари унајмљују Доналда Велша, плаћеног убицу, да убије Донехогаву. Игром случаја полиција за убицу проглашава Кена (који је био смештен у Елијевој кући). Кена из затвора ослобађа Оук Бранон (види ЛМС-417).
Радња се наставља у јануару 1871. године, када се Кен враћа у Форт Смит и сазнаје да неко убија индијанце по околним шумама. У покушају да пронађе убицу, Кена истрага води до Доналда Велша (који се лажно предсатвља као нови повереник за индијанска питања) који му признаје да је убио Донехогаву. Велш пуца Кену у главу и бежи, а Кен остаје да лежи на земљи.

## Значај епизоде
Ова епизода важна је на више нивоа. Прво, она је одредила карактер и радњу следећих неколико епизода Кен Паркера. Његов сукоб са Доналдом Велсом траје и разрешава се тек у 8. епизоди (ЛМС-444). Друго, она показује Кенову приврженост индијанцима и приврженост институцијама. Кен долази у Вашингтон да би преко институција покушао да помогне индијанцима. Његово поверење у институције је тим веће што на самом крају епизоде, уместо да убије Велса држећи га на нишану, он жели да га одведе у затвор да би се на суду утврдила његова кривица. Велс то искориштава и пуца му у главу. Треће, Кенова приврженост индијанцима показује његову парцијалну, а не општу жељу за правдом. Из ове епизоде јасно видимо да је Кенова жеља да помогне индијанцима проистекла из његове личне блискости са њима.
Кен понавља ову веру у институције убеђујући Пола Шервуда, младог сина Фокса Дашијела, да се преда властима након коцкарске кавге у којој Пол убија човека у ЛМС-611.

## Амерички Конгрес
У епизоди Паркер присуствује једној седници америчког Конгреса. У том тренутку активан је био 41. сазив Конгреса који је 30. марта 1870. године ратификовао 15. амандман на Устав САД по коме су право гласа добили сви мушкарци без обзора на боју коже. Председник САД је у том треутку био Улис Грант (који се појављује у стрипу) који је 1868. године, после завршетка грађанског рата успео да убеди већину у Конгресу да усвоји овај амандман.

## Скраћивање епизоде
И ова епизода је била скраћена за читавих пет страна. Као и епизоди Дуга пушка и Дакоте (ЛМС-305), и овде су избачене еротске сцене између Паркера и Џули (коју Паркер упознаје у претходној епизоди Ниски ударци, ЛМС-417). После стр. 49 недостаје читаве две странице у којима Џули почиње да се свлачи, очигледно предлажући Паркеру секс, који овај одбија. Џули из беса ошамари Паркера, и одлази из његове собе.

## Мотивације главних ликова
И овде срећемо разноврстност мотивација главних ликова. Чини се да је освета једна од главних Паркерових мотивација (погледати ЛМС-301). Од наредне епизоде, Кен почиње лов на Доналда Велша са намером да му се освети убиствио Елија и пуцањ у главу (то му успева тек у ЛМС-444). Сам Доналд Велш, као и сваки плаћени убица, руковођен је новцем. Ели Донехогава мотивисан је потребом да заштити свој народ, док председник Грант попушта пред политичким интересима белих политичара.

## Насловна страна југословенског издања
Насловну страну нацртао је Бранислав Керац. Међутим, по свом садржају она више личи на насловницу за наредну епизоду Киацента, права жена, која је штампана у свесци ЛМС-428.

## Репризе
У Италији је епизода репризирана двапут. Најпре у серијалу који је издао Панини (2008), а потом у серијалу који је издао Mondadori Comics (2014).
У Хрватској је епизоду најпре репризирао Либелус 25. новембра 2004. год. под насловом Убојство у Вашингтону, а потом Фибра под истим називом 24. новембра 2007. године. Обе свеске су објављене интегрално, са оригиналном насловницом и тврдим корицама. Коштале су 60, односно 75 куна. Ова епизода је по тећи пут реприирана у Хрватској у Кен Паркеру бр. 3 (заједно са епизодама Чемако и Крваве звезде) 2018. године. Цена свеске је била 49 куна (6,8 €).
У Србији је ова епизода први пут репризирана 2018. год. у Кен Паркеру бр. 2 (заједно са епизодом Џентлмени) у издању Дарквуда. Цена меког издања је била 1.295 динара (10,9 €), а тврдог 1.695 (14,3 €).